# CRTC1
CRTC1‏ (CREB regulated transcription coactivator 1) هوَ بروتين يُشَفر بواسطة جين CRTC1 في الإنسان.